# Volby 2009
V roce 2009 se konaly či měly konat tyto volby:

## Volební kalendář

### Leden
- 12. ledna:  Malta, prezidentské (nepřímé)
- 18. ledna:  Salvador, parlamentní
- 25. ledna:  Bolívie, referendum
- 30. ledna:  Somálsko, prezidentské (nepřímé)
- 31. ledna:  Irák, provinční

### Únor
- 8. února:  Turkmenistán, parlamentní (3. kolo)
- 8. února:  Lichtenštejnsko, parlamentní
- 8. února:  Švýcarsko, referendum
- 10. února:  Izrael, parlamentní
- 12. února:  Francouzská Polynésie, prezidentské (nepřímé)
- 15. února:  Venezuela, referendum

### Březen
- 3. března:  Mikronésie, parlamentní
- 8. března:  Severní Korea, parlamentní
- 12. března:  Antigua a Barbuda, parlamentní
- 15. března:  Salvador, prezidentské
- 18. března:  Ázerbájdžán, referendum
- 21. března:  Slovensko, prezidentské (1. kolo)
- 22. března:  Makedonie, prezidentské (1. kolo)
- 29. března:  Černá Hora, parlamentní
- 29. března:  Mayotte, referendum

### Duben
- 4. dubna:  Slovensko, prezidentské (2. kolo)
- 5. dubna:  Makedonie, prezidentské (2. kolo)
- 5. dubna:  Moldavsko, parlamentní
- 9. dubna:  Alžírsko, prezidentské
- 9. dubna:  Indonésie, parlamentní
- 16. dubna:  Indie, parlamentní (1. kolo)
- 19. dubna:  Haiti, senátní (1. kolo, 12 z 30 křesel)
- 19. dubna:  Severní Kypr, parlamentní
- 22. dubna:  Jižní Afrika, parlamentní
- 23. dubna:  Indie, parlamentní (2. kolo)
- 25. dubna:  Island, parlamentní
- 26. dubna:  Andorra, parlamentní
- 26. dubna:  Ekvádor, prezidentské a parlamentní
- 30. dubna:  Indie, parlamentní (3. kolo)

### Květen
- 3. května:  Panama, prezidentské a parlamentní
- 6. května:  Jižní Afrika, prezidentské (nepřímé)
- 7. května:  Indie, parlamentní (4. kolo)
- 9. května:  Maledivy, parlamentní
- 10. května:  Nová Kaledonie, parlamentní
- 13. května:  Indie, parlamentní (5. kolo)
- 16. května:  Kuvajt, parlamentní
- 17. května:  Litva, prezidentské
- 17. května:  Švýcarsko, referendum
- 17. května:  Komory, referendum
- 19. května:  Malawi, prezidentské a parlamentní
- 20. května:  Kajmanské ostrovy, parlamentní a referendum
- 20. května:  Moldavsko, prezidentské (1. kolo, nepřímé)
- 23. května:  Německo, prezidentské (nepřímé)
- 24. května:  Mongolsko, prezidentské
- 31. května:  Jižní Osetie, parlamentní

### Červen
- 2. června:  Grónsko, parlamentní
- 3. června:  Moldavsko, prezidentské (2. kolo, nepřímé)
- 4.–7. června:  Evropská unie, parlamentní
  - 7. června:  Belgie, do Evropského parlamentu
  - 7. června:  Bulharsko, do Evropského parlamentu
  - 5.–6. června:  Česko, do Evropského parlamentu
  - 7. června:  Dánsko, do Evropského parlamentu
  - 7. června:  Estonsko, do Evropského parlamentu
  - 7. června:  Finsko, do Evropského parlamentu
  - 7. června:  Francie, do Evropského parlamentu
  - 5. června:  Irsko, do Evropského parlamentu
  - 6.–7. června:  Itálie, do Evropského parlamentu
  - 6. června:  Kypr, do Evropského parlamentu
  - 7. června:  Litva, do Evropského parlamentu
  - 6. června:  Lotyšsko, do Evropského parlamentu
  - 7. června:  Lucembursko, do Evropského parlamentu
  - 7. června:  Maďarsko, do Evropského parlamentu
  - 6. června:  Malta, do Evropského parlamentu
  - 7. června:  Německo, do Evropského parlamentu
  - 4. června:  Nizozemsko, do Evropského parlamentu
  - 7. června:  Polsko, do Evropského parlamentu
  - 7. června:  Portugalsko, do Evropského parlamentu
  - 7. června:  Rakousko, do Evropského parlamentu
  - 7. června:  Rumunsko, do Evropského parlamentu
  - 7. června:  Řecko, do Evropského parlamentu
  - 6. června:  Slovensko, do Evropského parlamentu
  - 7. června:  Slovinsko, do Evropského parlamentu
  - 4. června:  Spojené království, do Evropského parlamentu
  - 7. června:  Španělsko, do Evropského parlamentu
  - 7. června:  Švédsko, do Evropského parlamentu
- 7. června:  Dánsko, referendum
- 7. června:  Lucembursko, parlamentní
- 7. června:  Libanon, parlamentní
- 12. června:  Írán, prezidentské
- 21. června:  Haiti, senátní (2. kolo, 12 z 30 křesel)
- 21.–22. června:  Itálie, referendum
- 28. června:  Albánie, parlamentní
- 28. června:  Argentina, parlamentní
- 28. června:  Guinea-Bissau, prezidentské (1. kolo)

### Červenec
- 5. července:  Bulharsko, parlamentní
- 5. července:  Mexiko, parlamentní
- 8. července:  Indonésie, prezidentské
- 12. července:  Konžská republika, prezidentské
- 18. července:  Mauritánie, prezidentské
- 23. července:  Kyrgyzstán, prezidentské
- 25. července:  Irácký Kurdistán, parlamentní a prezidentské
- 26. července:  Guinea-Bissau, prezidentské (2. kolo)
- 29. července:  Moldavsko, parlamentní
- 31. července–21. srpna:  Nový Zéland, referendum

### Srpen
- 4. srpna:  Niger, referendum
- 20. srpna:  Afghánistán, prezidentské
- 30. srpna:  Gabon, prezidentské
- 30. srpna:  Japonsko, parlamentní

### Září
- 1.–2. září:  Vanuatu, prezidentské (nepřímé)
- 8. září:  Montserrat, parlamentní
- 12. září:  Turecko, referendum
- 14. září:  Norsko, parlamentní
- 16. září:  Švýcarsko, do Spolkové rady (nepřímé)
- 20. září:  Macao, parlamentní
- 25. září:  Aruba, parlamentní
- 27. září:  Německo, parlamentní
- 27. září:  Portugalsko, parlamentní
- 27. září:  Švýcarsko, referendum

### Říjen
- 2. října:  Irsko, referendum
- 4. října:  Řecko, parlamentní
- 16. října:  Botswana, parlamentní
- 20. října:  Niger, parlamentní
- 25. října:  Tunisko, prezidentské a parlamentní
- 25. října:  Uruguay, prezidentské (1. kolo), parlamentní a referendum
- 26. října:  Marshallovy ostrovy, prezidentské (nepřímé)
- 28. října:  Mosambik, prezidentské a parlamentní

### Listopad
- 5. listopadu:  Falklandy, parlamentní
- 7. listopadu:  Severní Mariany, guvernérské (1. kolo) a parlamentní
- 10. listopadu:  Moldavsko, prezidentské (nepřímé, 1. kolo)
- 22. listopadu:  Rumunsko, prezidentské (1. kolo) a referendum
- 23. listopadu:  Severní Mariany, guvernérské
- 25. listopadu:  Svatý Vincenc a Grenadiny, referendum
- 27.–28. listopadu:  Namibie, prezidentské a parlamentní
- 29. listopadu:  Rovníková Guinea, prezidentské
- 29. listopadu:  Honduras, prezidentské a parlamentní
- 29. listopadu:  Švýcarsko, referendum
- 29. listopadu:  Uruguay, prezidentské (2. kolo)

### Prosinec
- 6. prosince:  Bolívie, prezidentské a parlamentní
- 6. prosince:  Komory, parlamentní (1. kolo)
- 6. prosince:  Rumunsko, prezidentské (2. kolo)
- 7. prosince:  Moldavsko, prezidentské (nepřímé, 2. kolo)
- 12. prosince:  Abcházie, prezidentské
- 13. prosince:  Chile, prezidentské (1. kolo) a parlamentní
- 18. prosince:  Dominika, parlamentní
- 20. prosince:  Komory, parlamentní (2. kolo)
- 27. prosince:  Uzbekistán, parlamentní
- 27. prosince:  Chorvatsko, prezidentské (1. kolo)

## Neuskutečněné volby
- 9.–10. října:  Česko, sněmovní